# Чуєво
Чуєво (рос. Чуево) — село у Губкінському районі Бєлгородської області Російської Федерації.
Населення становить 987  осіб. Входить до складу муніципального утворення Губкінський міський округ, Чуєвська територіальна адміністрація.

## Історія
Населений пункт розташований у східній частині української суцільної етнічної території — східній Слобожанщині.
Згідно із законом від 20 грудня 2004 року № 159 від у 2004—2007 роках органом місцевого самоврядування було Чуєвське сільське поселення.

## Населення
| 2002 | 2010  | 2011  | 2013  | 2015 | 2016 |
| ---- | ----- | ----- | ----- | ---- | ---- |
| 1168 | ↘1164 | ↘1054 | ↘1027 | ↘984 | ↗987 |